# Francis Wise
Francis Wise (* 3. Juni 1695 in Oxford; † 5. Oktober 1767 bei Ellisfield) war ein englischer Archivar.

## Leben
Francis Wise studierte an der Universität Oxford. Später war er im Archivar an der Universität Oxford. Mehrere Pfarrstellen besetzte er, unter anderem war er Pfarrer in Ellisfield ab 1726. Ab 1745 war Francis Wise Mitglied der Society of Antiquaries of London.

## Veröffentlichungen (Auswahl)
- Annales Alfredi magni. Oxford 1728